# South East Coast Ambulance Service

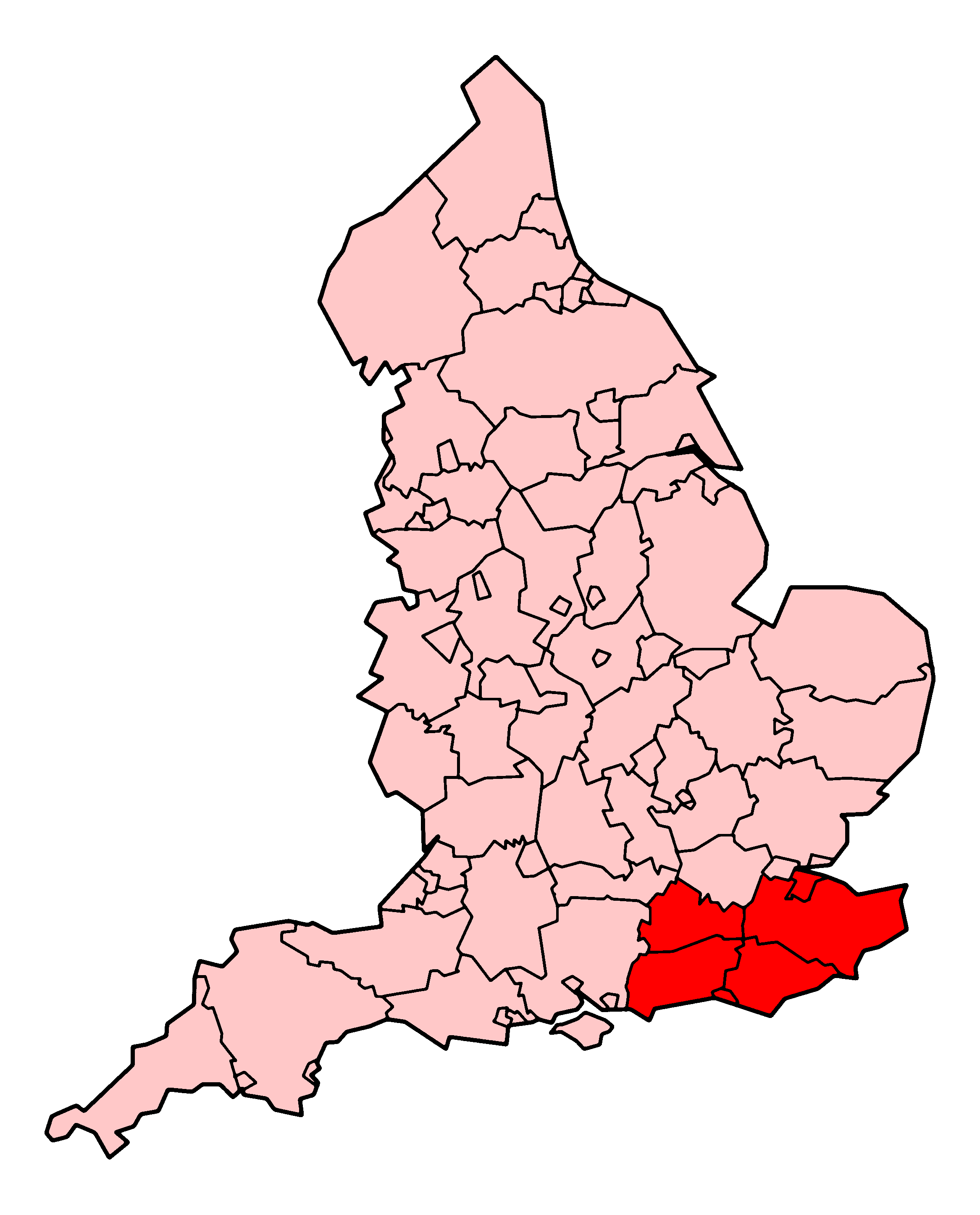
Carte de la South East Coast Ambulance Couverture de service

Le South East Coast Ambulance service NHS Foundation Trust (SECAmb) est le service d'ambulance du National Health Service pour le sud-est de l'Angleterre, couvrant le Kent (y compris Medway), Surrey, West Sussex et East Sussex (y compris Brighton et Hove). Il couvre également une partie du nord-est du Hampshire autour de Aldershot, Farnborough, Fleet et Yateley. 
Il est l'un des 12 services d'ambulance desservant l'Angleterre. Avec les services médicaux d'urgence, il fait partie du National Health Service, bénéficiant d'un financement direct du gouvernement pour son rôle. Il est sans frais pour les patients, et avec la Patient's Charter, chaque personne dans le Royaume-Uni a droit à la venue d'une ambulance en cas d'urgence.
Le service est entré en fonction le 1er juillet 2006, avec la fusion des anciens services d'ambulance du Kent, Surrey et Sussex.